# اندیس شاه پسند۱
شاه پسند۱ یک اندیس غیرفلزی است که در حوالی شهر درود استان لرستان قرار دارد و مادهٔ معدنی موجود در آن، سیلیس است.سنگ میزبان این اندیس دولومیت آهکی است  